# Explozia de la Chișinău (2009)
Explozia de la Chișinău din 14 octombrie 2009 a avut loc în timpul unui concert în capitala, Republicii Moldova în jurul orei 22:30, și a fost provocată de o grenadă de luptă de tip RG-42.
Explozia a avut loc lângă Arcul de Triumf, unde erau adunați mulți oameni deoarece avea loc un concert pentru sărbătorirea hramului orașului. În urma acesteia au fost rănite 40 de persoane, nefiind semnalate decese.
Două zile mai târziu pe 16 octombrie, a fost arestat un tânăr, în vârstă de 25 de ani suspectat de crimă.